# آرون أبرامز (كاتب سيناريو)
آرون أبرامز (بالإنجليزية: Aron Abrams)‏ هو كاتب سيناريو أمريكي، ولد في 3 فبراير 1960 في إيمرسون في الولايات المتحدة، وتوفي في 25 ديسمبر 2010 في Waikoloa Village, Hawaii ‏ في الولايات المتحدة.

## وصلات خارجية
- آرون أبرامز على موقع IMDb (الإنجليزية)